# Adrian Irimia
Adrian Irimia (* 25. November 1991 in Galați) ist ein rumänischer Eishockeyspieler, der seit 2012 erneut beim CSM Dunărea Galați in der Rumänischen Eishockeyliga spielt.

## Karriere

### Club
Adrian Irimia begann seine Karriere beim CSM Dunărea Galați. Von 2009 bis 2012 spielte er bei Steaua Bukarest, mit dem er 2011 den rumänischen Eishockeypokal gewann, sowohl in der rumänischen Eishockeyliga als auch in der multinationalen MOL Liga. 2012 verließ er den Hauptstadtklub und kehrte in seine Geburtsstadt zurück, wo er mit dem CSM Dunărea 2015 erstmals rumänischer Meister wurde. Im Folgejahr konnte er den Titel mit seinem Klub verteidigen.

### International
Irimia spielte bereits im Juniorenbereich für Rumänien: 2007 nahm er an der Division II der U18-Weltmeisterschaften teil. Bei den U20-Weltmeisterschaften spielte er 2010 und 2011 ebenfalls jeweils in der Division II.
Sein Debüt in der Herren-Nationalmannschaft gab Irimia bei der Weltmeisterschaft 2015 in der Division II und erreichte mit seiner Mannschaft den Aufstieg in die Division I. Nachdem die Mannschaft ohne ihn 2016 umgehend wieder abgestiegen war, gelang ihm bei der Weltmeisterschaft 2017 erneut der Aufstieg in die Division I. Dort spielte er dann bei der Weltmeisterschaft 2019.

## Erfolge und Auszeichnungen
- 2011 Rumänischer Pokalsieger mit Steaua Bukarest
- 2015 Rumänischer Meister mit dem CSM Dunărea Galați
- 2016 Rumänischer Meister mit dem CSM Dunărea Galați

### International
- 2015 Aufstieg in die Division I, Gruppe B bei der Weltmeisterschaft der Division II, Gruppe A
- 2017 Aufstieg in die Division I, Gruppe B bei der Weltmeisterschaft der Division II, Gruppe A
- 2019 Aufstieg in die Division I, Gruppe A bei der Weltmeisterschaft der Division I, Gruppe B

## MOL-Liga-Statistik
Stand: Ende der Saison 2016/17